# X-Style
X-Style è un programma televisivo italiano di genere rotocalco e costume, in onda su Canale 5 dal 6 ottobre 2012, nato da un'idea di Raffaella Bianchi.

## Il programma
Erede di Nonsolomoda, la conduttrice della trasmissione da settembre 2020 è Giorgia Venturini, mentre prima la voce narrante dei servizi Ylenia Baccaro guidava anche il programma.
Il programma va in onda in seconda serata il martedì, e la replica il sabato mattina, anche se nelle prime edizioni veniva trasmesso in terza serata il venerdì (anche tuttora di tanto in tanto). La prima puntata venne infatti trasmessa alle 00:25 di sabato 6 ottobre 2012, sempre su Canale 5.
Da settembre 2021 sono state inserite le interviste one to one nella sezione extraordinary people realizzate dalla conduttrice, Giorgia Venturini, ad imprenditori e professionisti del mondo della moda, food, luxury e design.

## Edizioni
| Edizione | Anno      | Conduzione        | Periodo           | Periodo          | Puntate | Rete     |
| Edizione | Anno      | Conduzione        | Inizio            | Fine             | Puntate | Rete     |
| -------- | --------- | ----------------- | ----------------- | ---------------- | ------- | -------- |
| 1ª       | 2012-2013 | Ylenia Baccaro    | 6 ottobre 2012    | 29 giugno 2013   | 9       | Canale 5 |
| 2ª       | 2013-2015 | Ylenia Baccaro    | 29 settembre 2013 | 28 giugno 2015   | 40      | Canale 5 |
| 3ª       | 2015-2016 | Ylenia Baccaro    | 20 settembre 2015 | 3 luglio 2016    | 26      | Canale 5 |
| 4ª       | 2016-2017 | Ylenia Baccaro    | 17 settembre 2016 | 18 giugno 2017   | 28      | Canale 5 |
| 5ª       | 2017-2018 | Ylenia Baccaro    | 17 settembre 2017 | 17 dicembre 2018 | 45      | Canale 5 |
| 6ª       | 2019      | Martina Panagia   | 31 gennaio 2019   | 28 giugno 2019   | 21      | Canale 5 |
| 7ª       | 2019-2020 | Martina Panagia   | 9 settembre 2019  | 8 luglio 2020    | 38      | Canale 5 |
| 8ª       | 2020-2021 | Giorgia Venturini | 17 settembre 2020 | 13 luglio 2021   | 36      | Canale 5 |
| 9ª       | 2021-2022 | Giorgia Venturini | 14 settembre 2021 | 21 giugno 2022   | 37      | Canale 5 |
| 10ª      | 2022-2023 | Giorgia Venturini | 13 settembre 2022 | 27 giugno 2023   | 35      | Canale 5 |
| 11ª      | 2023-2024 | Giorgia Venturini | 12 settembre 2023 | 27 giugno 2024   | 37      | Canale 5 |
| 12ª      | 2024-2025 | Giorgia Venturini | 11 settembre 2024 | 17 giugno 2025   | 36      | Canale 5 |

## Spin-off
| Edizione | Titolo spin-off                          | Conduzione        | Periodo          | Periodo           | Puntate |
| Edizione | Titolo spin-off                          | Conduzione        | Inizio           | Fine              | Puntate |
| -------- | ---------------------------------------- | ----------------- | ---------------- | ----------------- | ------- |
| 1ª       | X-Style - La passione vive a Venezia     | Martina Panagia   | 29 agosto 2019   | 8 settembre 2019  | 11      |
| 2ª       | X-Style - Festival del Cinema di Venezia | Giorgia Venturini | 3 settembre 2020 | 13 settembre 2020 | 11      |
| 3ª       | Xstraordinary People                     | Giorgia Venturini | 11 agosto 2022   | 25 agosto 2022    | 3       |
| 4ª       | X-Style - Venezia                        | Giorgia Venturini | 5 settembre 2022 | 9 settembre 2022  | 5       |